# 亞霍廷區

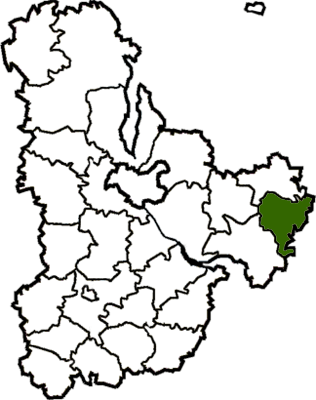
废除前亞霍廷區在基辅州的位置

亞霍廷區（烏克蘭語：Яготинський район），曾是烏克蘭中北部基輔州的一個區，行政中心設於亞霍廷，面積793.25平方公里，2015年人口33,434，人口密度每平方公里43.3人。
该区在2020年7月18日的乌克兰行政区划改革中被撤销，改革后基辅州下分为7个区。